# Captured (Journey)
| Recensione                        | Giudizio        |
| --------------------------------- | --------------- |
| AllMusic                          | [ 2 ]           |
| The New Rolling Stone Album Guide | [ 3 ]           |
| Sputnikmusic                      | 4.0 (Excellent) |
| Dizionario del Pop-Rock           | [ 5 ]           |
| 24.000 dischi                     | [ 6 ]           |

Captured è il primo album live della band Journey, pubblicato nel febbraio del 1981. Le tracce sono state estratte dal tour "The 1900 Tour" realizzato dal marzo del 1980 fino ad ottobre dello stesso anno.
L'album si piazzò al nono posto della classifica di Billboard 200.

## Tracce
Lato A
1. Majestic – 0:41 (Neal Schon, Steve Perry) – Registrato dal vivo l'8 agosto 1980 al The Forum di Montreal, Quebec, Canada
2. Where Were You – 3:22 (Steve Perry, Neal Schon) – Registrato dal vivo l'8 agosto 1980 al The Forum di Montreal, Quebec, Canada
3. Just the Same Way – 3:37 (Gregg Rolie, Neal Schon, Ross Valory) – Registrato dal vivo l'8 agosto 1980 al The Forum di Montreal, Quebec, Canada
4. Line of Fire – 3:25 (Steve Perry, Neal Schon) – Registrato dal vivo l'8 agosto 1980 al The Forum di Montreal, Quebec, Canada
5. Lights – 3:30 (Steve Perry, Neal Schon) – Registrato dal vivo il 13 ottobre 1980 al Shinjuku Odeon, Shinjuku (Tokyo), Giappone
6. Stay Awhile – 2:15 (Steve Perry, Neal Schon) – Registrato dal vivo il 13 ottobre 1980 al Shinjuku Odeon, Shinjuku (Tokyo), Giappone

Lato B
1. Too Late – 3:44 (Steve Perry, Neal Schon) – Registrato dal vivo il 5 agosto 1980 al Cobo Hall di Detroit, Michigan, Stati Uniti
2. Dixie Highway – 6:51 (Steve Perry, Neal Schon) – Registrato dal vivo il 5 agosto 1980 al Cobo Hall di Detroit, Michigan, Stati Uniti
3. Feeling That Way – 3:14 (Steve Perry, Gregg Rolie, Aynsley Dunbar) – Registrato dal vivo il 5 agosto 1980 al Cobo Hall di Detroit, Michigan, Stati Uniti
4. Anytime – 4:27 (Gregg Rolie, R Silver, Robert Fleischman, Neal Schon, Ross Valory) – Registrato dal vivo il 5 agosto 1980 al Cobo Hall di Detroit, Michigan, Stati Uniti

Lato C
1. Do You Recall – 3:26 (Gregg Rolie, Steve Perry) – Registrato dal vivo il 5 agosto 1980 al Cobo Hall di Detroit, Michigan, Stati Uniti
2. Walks Like a Lady – 7:05 (Steve Perry) – Registrato dal vivo il 5 agosto 1980 al Cobo Hall di Detroit, Michigan, Stati Uniti
3. La Do Da – 7:02 (Steve Perry, Neal Schon) – Registrato dal vivo il 5 agosto 1980 al Cobo Hall di Detroit, Michigan, Stati Uniti

Lato D
1. Lovin', Touchin', Squeezin' – 5:14 (Steve Perry) – Registrato dal vivo il 5 agosto 1980 al Cobo Hall di Detroit, Michigan, Stati Uniti
2. Wheel in the Sky – 5:03 (Neal Schon, Robert Fleischman, Ross Valory) – Registrato dal vivo il 5 agosto 1980 al Cobo Hall di Detroit, Michigan, Stati Uniti
3. Any Way You Want It – 3:39 (Steve Perry, Neal Schon) – Registrato dal vivo il 5 agosto 1980 al Cobo Hall di Detroit, Michigan, Stati Uniti
4. The Party's Over – 3:43 (Steve Perry)

## Formazione
- Steve Perry - voce solista
- Neal Schon - chitarra, voce
- Gregg Rolie - tastiera, voce
- Ross Valory - basso, voce
- Steve Smith - batteria, percussioni
- Stevie Roseman - pianoforte, tastiere (brano: The Party's Over)